# اوکوراکیو نو تسوبونه
اوکوراکیو نو تسوبونه (به ژاپنی: 大蔵卿局)، اوکورا نو تسوبونه (مرگ ۴ ژوئن ۱۶۱۵ –تولد نامشخص) یکی از زنان ژاپنی در دوره سنگوکو و اوایل دوره ادو بود. وی دایه یودو دونو همسر تویوتومی هیده‌یوشی و مادر اونو هاروناگا و سه پسر دیگر بود که همگی پس از مرگ هیده‌یوشی، به خدمت خاندان تویوتومی درآمده بودند. در ۱۶۱۴ تویوتومی هیده‌یوری یک ناقوس بزرگ به معبد هوکو در کیوتو اهدا کرد. بر روی ناقوس دعاهایی حکاکی شده بود که دو دعا مورد اعتراض توکوگاوا ایه‌یاسو قرار گرفت. برای رفع این اختلاف اوکوراکیو نو تسوبونه به عنوان نماینده خاندان تویوتومی به سونپو رفت و با ایه‌یاسو دیدار و گفتگو کرد.
اوکوراکیو نو تسوبونه در پی شکست خاندان تویوتومی در محاصره اوساکا به دنبال خودکشی سرورانش تویوتومی هیده‌یوری و یودو دونو، به همراه پسرش اونو هاروناگا خودکشی کرد.